# 泉氏猪笼草
泉氏猪笼草（学名：Nepenthes izumiae）是苏门答腊特有的热带食虫植物，其生长于海拔1700米至1900米的山地森林中。其似乎与小舌猪笼草（N. lingulata）和欣佳浪山猪笼草（N. singalana）之间存在着密切的近缘关系。
泉氏猪笼草的种加词来源于正式描述的作者之一的特洛伊·戴维斯（Troy Davis）的妻子——泉·戴维斯（Izumi Davis）。

## 植物学史
该物种最先以“Nepenthes species B”的名字出现在查尔斯·克拉克2001年的专著《苏门答腊岛与西马来西亚的猪笼草》中。查尔斯·克拉克认为其与欣佳浪山猪笼草之间存在着最为密切的近缘关系，他写道：“这需要进一步的研究才能确定其是不是仅为欣佳浪山猪笼草的一个不常见变种，或者其可能被描述为一个完全独立的物种。”在其正式描述发表前，泉氏猪笼草就已被人工栽培，但全部被鉴定为产自塔拉克毛火山的欣佳浪山猪笼草。
2003年，特洛伊·戴维斯、查尔斯·克拉克和罗斯朱迪·塔明（Rusjdi Tamin）在《布卢姆》上发表了泉氏猪笼草的正式描述。编号为“Clarke, Davis & Tamin 1309”的标本被指定为模式标本。这份标本在2000年7月13日采集于武吉丁宜北部的巴里桑山脉。其存放于西苏门答腊省巴东的安达拉斯大学植物标本馆（ANDA）中。
斯图尔特·麦克弗森在其2009年的专著《旧大陆的猪笼草》中，也详细的叙述了泉氏猪笼草。

## 形态特征
泉氏猪笼草为藤本植物，可攀爬至8米的高处。茎为绿色至红色。

### 叶
泉氏猪笼草叶片的可变性较高，可为线形、披针形或匙形。其可长达28厘米，宽至8厘米。叶缘呈波浪状。叶尖为急尖，叶基渐狭，叶柄处再次变宽。纵脉不明显。笼蔓可长达30厘米，与叶片的衔接处呈盾形，由距叶片末端一段距离的叶片下表面穿出。叶片为绿色，中脉和笼蔓为绿色至红色。

### 捕虫笼
泉氏猪笼草下位笼的下四分之一至二分之一处通常为卵形，上部则为圆柱形或略呈漏斗形。一个明显的笼肩将这两部分划分开来。下位笼可高达30厘米，宽至6厘米。腹面的笼翼可宽达6毫米，翼须可长达12毫米。唇的前部为圆柱形，两侧和基部平展，可宽达3厘米。唇肋可高达2毫米，间距可至2.5毫米。唇齿可长达8毫米，唇与笼盖衔接处的唇齿最长。笼盖下比列的两叶唇间存在数毫米的间隙。笼盖为卵形至圆形，通常边缘呈波浪状，基部呈心形。可长达6厘米，宽至4.5厘米。在笼盖的下表面具有一个三角形或钩状的附属物，其可宽达1厘米。笼盖基部的后方具一根不分叉的笼蔓尾，其可长达10毫米。下位笼的颜色通常较深，一般通体为黑色或紫色。但覆盖的毛被会让其具有橙色或褐色的光泽。唇一般为紫色、黑色或深褐色。但唇齿的颜色较浅，为绿色，黄色或白色。下位笼内表面可为浅黄色、白色或浅紫色，通常具有紫色的斑点。笼盖的下表面一般为绿色或黄色，上表面则为暗紫色。少数植株的下位笼也可能通体为黄绿色，而唇为黑色。
泉氏猪笼草上位笼的下三分之一至二分之一处通常为窄漏斗形，上部则为圆柱形。一个明显的笼肩将这两个划分开来。上位笼比下位笼小，可高达20厘米，宽至4厘米。腹面的笼翼缩小为一对隆起。唇可宽达8毫米，呈圆柱形，两侧和基部平展。唇肋可高达0.5毫米，间距可至0.5毫米，唇齿可长达1.5毫米。笼盖为圆形至卵形，基部略呈心形。可长达4.5厘米，宽至4厘米。笼盖的下表面可能具有附属物。笼蔓尾分叉或不分叉，可长达5毫米。上位笼的颜色与下位笼类似，但通常较浅。

### 花序
泉氏猪笼草的花序为总状花序，其可长达18厘米，总花梗可长达10厘米，花序轴可长达8厘米。每个花梗带一朵花，其可长达5毫米，无苞片。花被片为卵形，长约6毫米。蒴果长约15毫米。雄性花序的结构还未被记录到。

### 毛被
泉氏猪笼草叶片的边缘具有红色、褐色或白色的毛被，其可长达1毫米。捕虫笼（特别是下位笼）、笼蔓和花序的部分也具有毛被。

## 生态关系
泉氏猪笼草仅发现于印度尼西亚西苏门答腊省巴里桑山脉，武吉丁宜北部的两座山上。为了保护其不受破坏，在正式描述中并没有公布其准确的原生地。该物种生长于海拔1700米至1900米处。
泉氏猪笼草的典型原生地为散射光充足且湿地极高的高地山地苔藓森林。其中的一个原生地的植被主要由芒萁属（Dicranopteris）和双扇蕨属（Dipteris）蕨类植物组成。泉氏猪笼草通常作为附生植物出现于覆盖了苔藓的树枝上，但也可发现其陆生于具有苔藓层的地表。泉氏猪笼草与疑惑猪笼草（N. dubia）和裸瓶猪笼草（N. gymnamphora）同域分布，已发现了泉氏猪笼草与疑惑猪笼草的自然杂交种。
泉氏猪笼草仅有的原生地位于国家公园的范围之外。因此，斯图尔特·麦克弗森认为其“处于盗采和过度采集的重大威胁中”。同时他列举马兜铃猪笼草（N. aristolochioides）说明。其为苏门答腊非常抢手的物种，由于巨大的需求导致过度采集而迅速的消失了。与此同时，泉氏猪笼草还遭受着森林火灾和土地开发的威胁。

## 相关物种
泉氏猪笼草被认为与苏门答腊的另外两种猪笼草之间存在着最密切的近缘关系，其分别是小舌猪笼草和欣佳浪山猪笼草。

### 小舌猪笼草
泉氏猪笼草与小舌猪笼草捕虫笼的形态特征和颜色较为类似，而它们的区别在于其不具备小舌猪笼草特殊的丝状附属物。笼盖的形状也不同，泉氏猪笼草的笼盖为圆形，而小舌猪笼草的为三角形。同时，泉氏猪笼草的唇齿更发达，且笼蔓尾不分叉。此外，小舌猪笼草笼盖的下表面完全不具蜜腺，而具有密集的毛被。

### 欣佳浪山猪笼草
泉氏猪笼草与欣佳浪山猪笼草的区别在于，欣佳浪山猪笼草笼盖的下表面没有突起的附属物。泉氏猪笼草的叶片更宽大，叶片的边缘具有毛被；下位笼更长更窄；唇更扁平，唇肋和唇齿更尖细。此外，泉氏猪笼草通常附生，而欣佳浪山猪笼草通常陆生。

### 其他
泉氏猪笼草也表现出与邦苏猪笼草（N. bongso）和卵形猪笼草（N. ovata）具有一定的相似性，但它们的上位笼完全为漏斗形，并且叶片为匙形，中脉无毛被。匙叶猪笼草（N. spathulata）有时也可能与泉氏猪笼草相互混淆，但匙叶猪笼草的叶片和捕虫笼更宽，且其颜色较浅。

## 自然杂交种
在野外，已发现了泉氏猪笼草与疑惑猪笼草和贾桂琳猪笼草（N. jacquelineae）的自然杂交种。
在塔拉克毛火山的顶峰山脊上发现了一棵疑惑猪笼草与泉氏猪笼草的自然杂交种（N. dubia × N. izumiae）。其上位笼为漏斗形，黄绿色。其捕虫笼都较小，最高仅为10厘米。其茎和笼蔓与疑惑猪笼草一样为紫红色。叶片为绿色，中脉为红色。其与疑惑猪笼草的最大区别为，笼盖为卵形，且展开的角度也不会达到180°。因为在该专著出版时还不能确定泉氏猪笼草是否是一个独立的物种，所以该自然杂交种在查尔斯·克拉克2001年的专著《苏门答腊岛与西马来西亚的猪笼草》中被归为疑惑猪笼草与欣佳浪山猪笼草的自然杂交种。

## 扩展阅读
- 食虫植物照片搜寻引擎中泉氏猪笼草的照片 （页面存档备份，存于）

 维基共享资源上的相關多媒體資源：泉氏猪笼草
 維基物種上的相關：泉氏猪笼草